# Boucq
Boucq település Franciaországban, Meurthe-et-Moselle megyében. Lakosainak száma 357 fő (2022. január 1.). Boucq Geville, Royaumeix, Trondes, Euville, Sorcy-Saint-Martin és Troussey községekkel határos.

## Népesség
A település népességének változása:
| Lakosok száma | 336  | 321  | 333  | 371  | 376  | 358  | 356  | 355  | 354  | 357  |
|               | 1968 | 1982 | 1999 | 2006 | 2011 | 2015 | 2017 | 2018 | 2020 | 2022 |